# Den Store Bjørn
Le Den Store Bjørn est un ancien bateau-phare danois. Gréé en goélette à trois mâts depuis  1980, il sert désormais de voilier-école au sein de l'association  danoise Småskolen Fremtidens Danmark - Søfolkene  de Vamdrup.

Son port d'attache actuel est Kolding au Danemark.

## Histoire
Le Fyrskib n° 18 (bateau-phare) a été construit entre 1901 et 1902 sur le chantier naval N.F. Hansen à Odense au Danemark. Ce bateau-feu a servi essentiellement à la signalisation de l'entrée du port au large d'Esbjerg en Mer des Wadden, sur la zone actuelle du Parc éolien de Horns Rev. Il est resté en activité durant la seconde guerre mondiale. Après celle-ci, il devient un navire de remplacement dans les stations hors d'Esbjerg.

En 1980, il est vendu à la fondation privée Thomas Brocklebank (Tvind). Il est alors transformé en voilier goélette à trois mâts pour un usage éducatif sous le nom de Den Store Bjorn (La Grande Ourse). Il a navigué de 1981 à 2004 pour cette association.

Il navigue désormais pour l'association  danoise Småskolen Fremtidens Danmark - Søfolkene. Il embarque, 10 élèves et 2 stagiaires. L'équipage est composé de 5 marins et de 3 enseignants.
Il participe à de nombreuses Tall Ships' Races comme la Cutty Sark Tall Ships Race. Dans sa classe  il a gagné la course de 1992 en mer baltique, puis à Karlskrona en Suède et à Kofka en Finlande. Il a aussi navigué 7 ans en Méditerranée. 

Il était présent aux Les Tonnerres de Brest 2012.